# برج لاجیم
برج لاجیم بنایی تاریخی است که در شهرستان سواد کوه استان مازندران واقع است.
برج لاجیم در شمار آثار زمان تسلط آل زیار بر طبرستان در فاصله سال‌های ۳۱۶ الی ۴۴۳ هجری قمری است. براساس کتیبهٔ کوفی این برج ساخت بنا در سال «فی سنه ثلاث عشره و اربعمائه» یعنی ۴۱۳ هجری قمری انجام گرفته است.

## پیش‌زمینه
پس از حمله عرب‌های مسلمان به ایران ساسانی، یکی از تنها نقاطی که فاتحان عرب نتوانستند بر آن تسلط یابند، طبرستان بود که در پناه رشته‌کوه البرز تا سال‌های سال مستقل ماند. دودمان باوندیان که در سال‌های افول دولت ساسانی، به عنوان یک دولت تابع آنان در طبرستان شکل گرفته بودند، پس از درگذشت آخرین شاهنشاه ساسانی در ۶۵۱ میلادی، همچنان بر نواحی خود باقی مانده و تا قرن چهاردهم میلادی که ایلخانان مغول وارد شدند، به حکومتشان ادامه می‌دادند. سرزمین دورافتادهٔ باوندیان از آن‌ها در برابر تهاجم بیگانگان محافظت می‌کرد و موجب شد علی‌رغم دگرگونی‌های فرهنگی عظیم در فلات ایران، فرهنگ محافظه‌کار ایرانی در قلمروشان شکوفا ماند. گرچه اسپهبدان باوندی در میانه‌های قرن نهم میلادی مسلمان شدند و تا چند قرن بعد اهالی نیز به تدریج از مزدیسنا به اسلام تغییر کیش دادند؛ اما در عمارت‌های باوندی مذهب نقش چندانی ایفا نمی‌کند. هیچ موردی از احداث مسجد، مدرسه یا خانقاه اسلامی توسط اسپهبدان در این دوران یاد نشده است. در عوض، برجسته‌ترین بناهای تاریخی مرتبط با این سلسله، سه آرامگاه سلطنتی از قرن‌های یازدهم و دوازدهم میلادی هستند که برخلاف سنت اسلامی، هیچ جسدی در آن‌ها دفن نشده و این نکته نشان می‌دهد چگونه اسپهبدان باوندی مشروعیت خود را در گرو ارتباطشان با شاهان ساسانی می‌دانستند.

## معماری

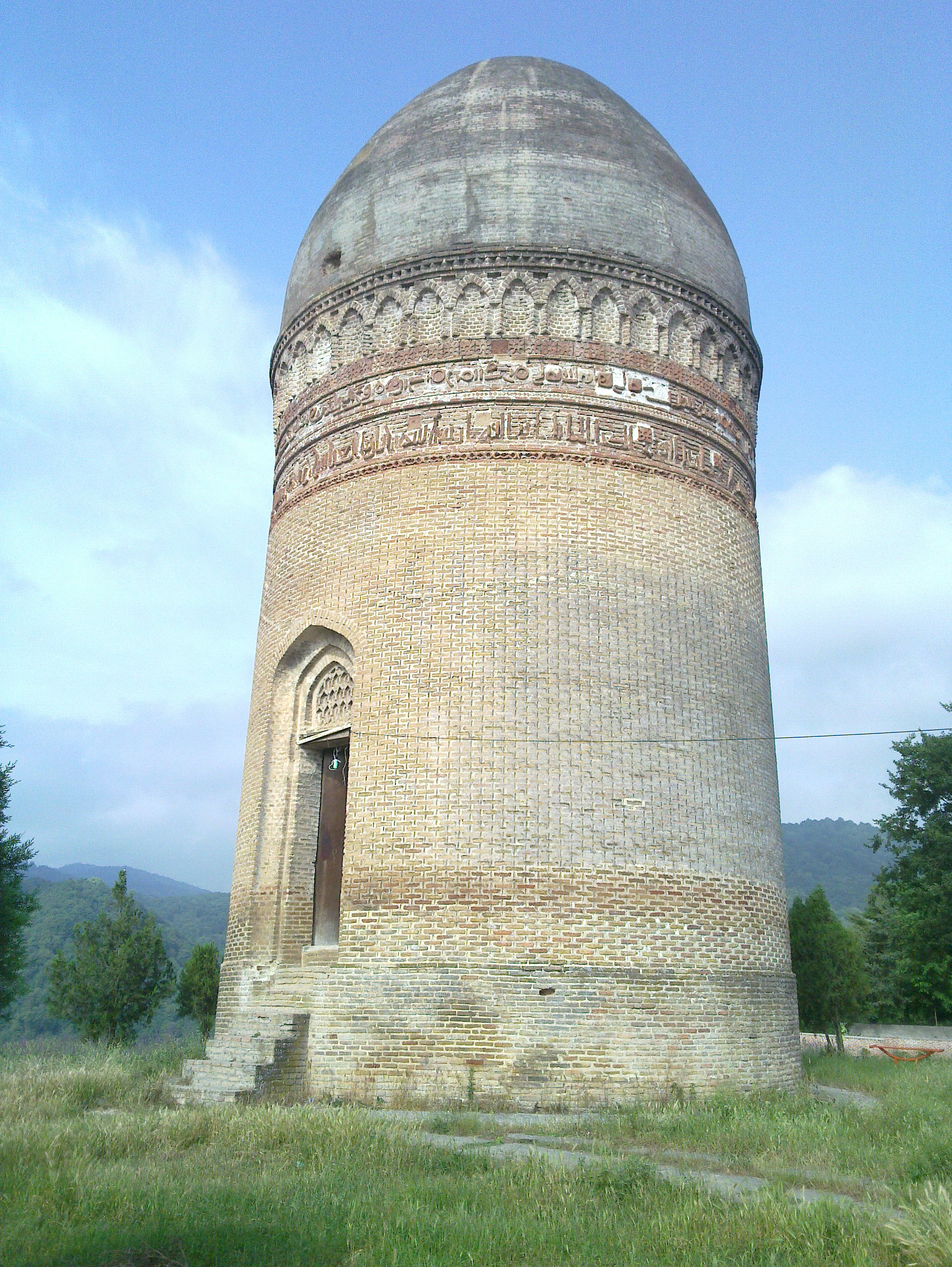

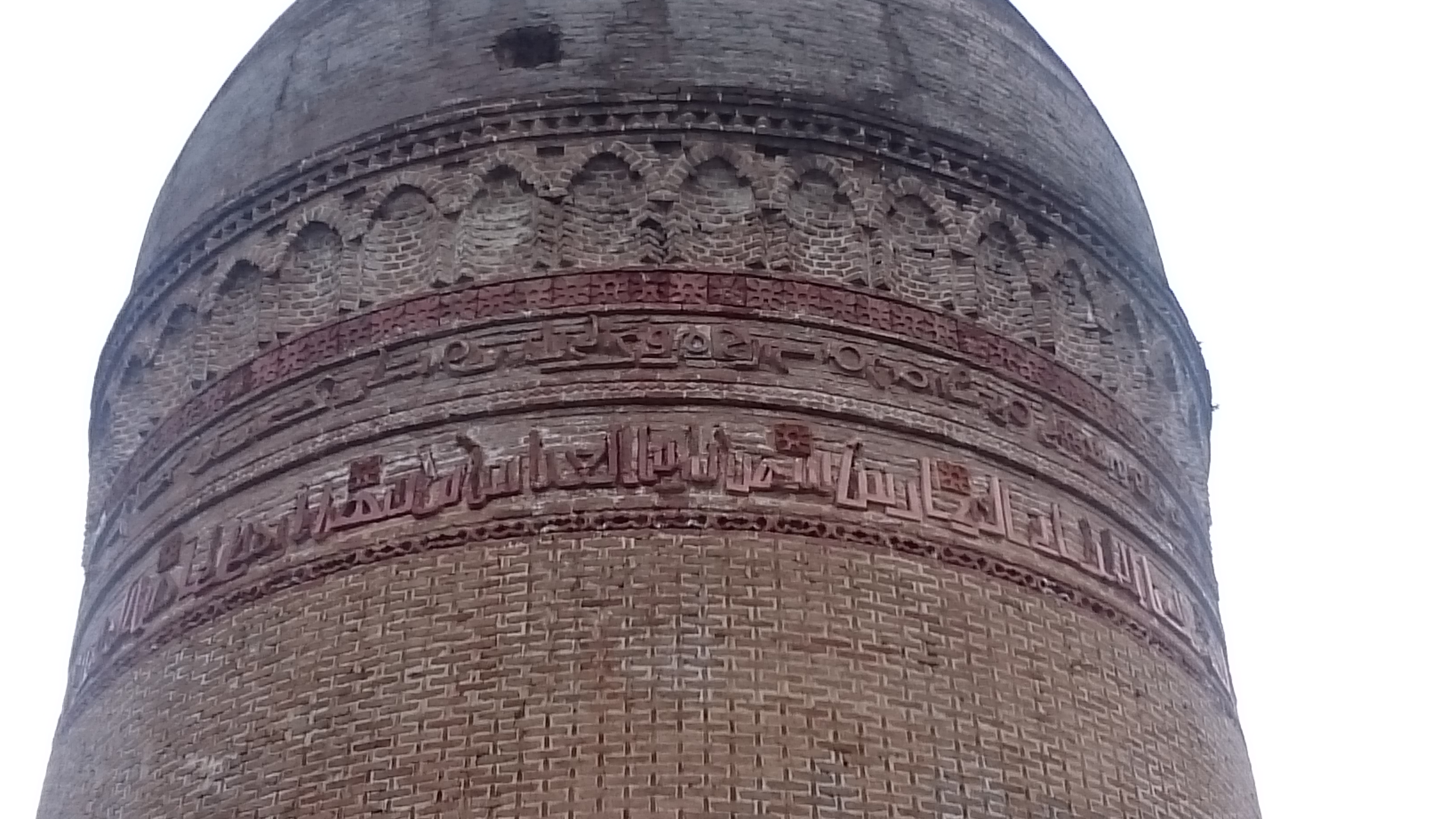
نوشتار روی برج

برج لاجیم حدود ۱۸ متر بلندی و بدنه‌ای مدور و استوانه‌شکل دارد. گنبد آن دوپوش است که پوش درونی آن، گرد ساده و پوش بیرونی آن تقریباً رک است. این بنای تاریخی در خارج از یک گنبد مخروطی ساده و ظریف پوشیده شده است که در داخل به حالت مدور تغییر شکل می‌دهد. ورودی این بنای آجری در سمت شرق است و پایه گنبد به وسیله یک ردیف طاق‌نما تزئین شده است.

### کتیبه
در کمربند زیر گنبد دو کتیبه به خط کوفی و پهلوی بر روی هم قرار گرفته است. این دو کتیبه به شکل زیبایی با آجرهای تراش‌خورده در زمینه‌ای از گچ سفید نصب شده‌اند کتیبه با خط کوفی نام کیا اسماعیل ابوالفوارس شهریار ابن‌عباس صاحب بنا و تاریخ ۴۱۳ هجری قمری را نشان می‌دهد.
اهمیت برج لاجیم مانند برج رسکت، بیشتر به دلیل دارا بودن کتیبه پهلوی در کنار کتیبه کوفی است. این امر نشان می‌دهد که در قرن پنجم هجری قمری در این قسمت از ایران، حکمرانان وقت علاوه بر توجه به هنر دوران قبل از اسلام به خط رایج در دوره حکومت شاهان ساسانی نیز اهمیت می‌داده‌اند.

#### کتیبه کوفی
در کتیبه کوفی نام و القاب صاحب مرقد خوانده می‌شود ولی نام سازنده آن مشخص نیست و تنها حدس و گمان و با توجه به قرینه اجزایی از کلمات باقی‌مانده می‌توان بدان دست یافت.
متن کتیبه چنین است:
بسم الله الرحمن الرحیم. هذا قبر القیم الکیا الجلیل ابوالفوارس شهریار بن العباس بن شهریار مولی
امیرالمؤمنین رحمه الله امر بینائه … فی سنه ثلاث عشر و اربعمانه، عمل الحسن بن علی.

#### کتیبه پهلوی
آوانوشت
en gumbad shah tuwanmand Shahryar i Abbas i Shahryar mowli amiromominin framud kardan duxt i rad i Sispuhr Chihrzad madar i oy. Sal tirest hashtad noh, Adur mah, Spandarmad roz.
ترجمه
این گنبد شاه توانمند شهریار بن عباس بن شهریار مولی امیرالمؤمنین است. فرمود کردن (ساختن) دخت راد (بخشنده) سیسپور چهرزاد مادر او. سال سیصد و هشتاد و نه(۳۸۹ یزدگردی، ۴۱۳ ق)، ماه آذر روز سپندارمذ.

## تاریخ
بنای برج لاجیم متعلق به حد فاصل میان سقوط نخستین سلسله باوندی و ظهور دومین سلسله این خاندان است. در این دوره هفتاد ساله، تمامی نواحی مازندران زیر تسلط آل زیار بود؛ ولی آن‌ها بر کوهستان‌ها تسلط نداشتند و بازندگان باوندیان منتظر فرصت بودند که املاک خود را باز پس گیرند.

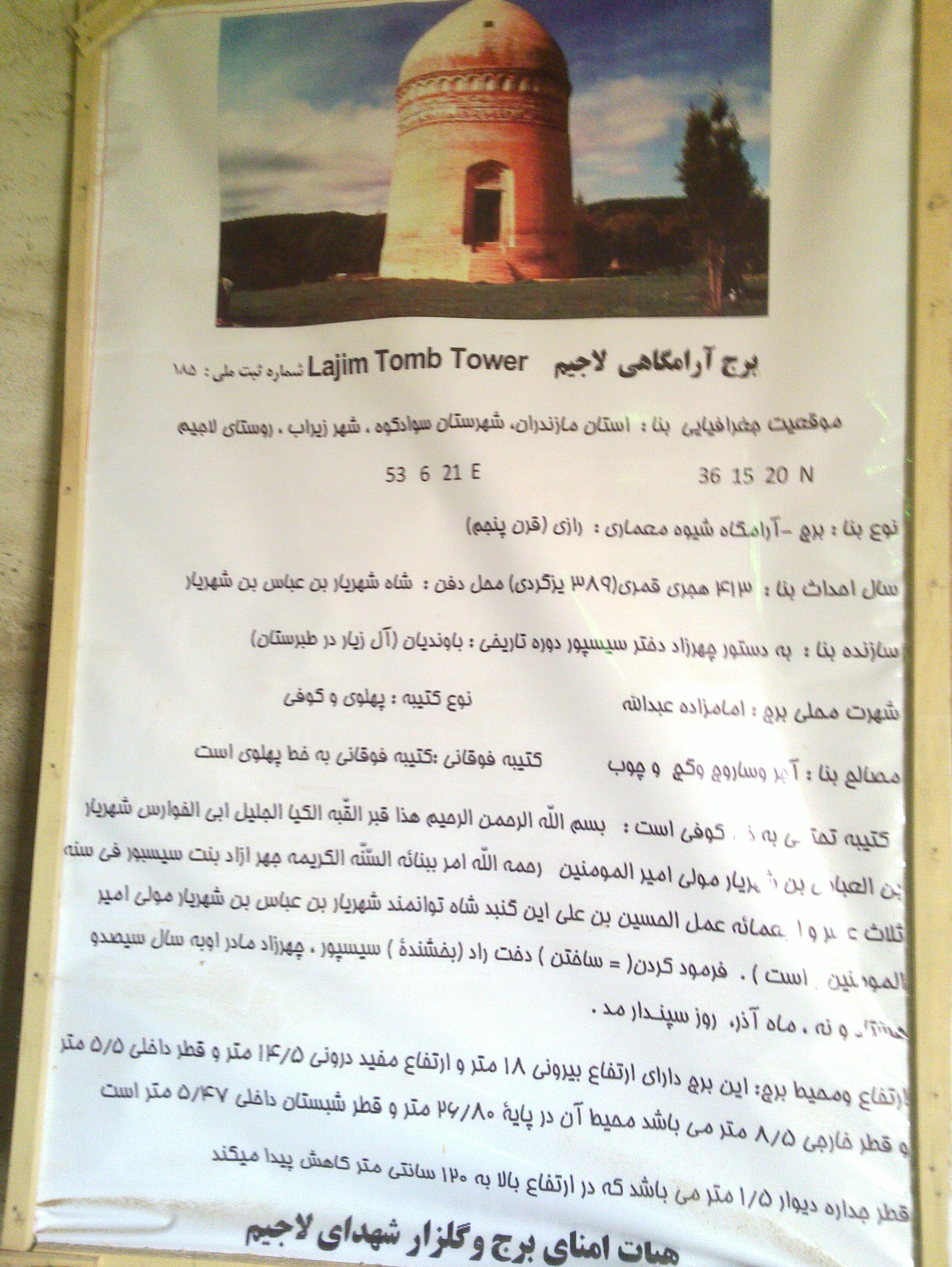
شرح بنای برج لاجیم

بر پایه روایات تاریخی منقول از ابن اسفندیار، در زمان حکومت آلب ارسلان در سال‌های ۴۵۵ تا ۴۶۶ هجری قمری سپهبد قارن بن سرخاب تا اندازه‌ای توانست که بر مازندران تسلط یابد و قدرت خاندان وشمگیر را به زوال بکشاند. محل اقامت حکام باوندی در کوهستان‌های جنوب مقر قدیمی آن‌ها یعنی شهر ساری بود؛ ولی مشخص نیست که ابوالفوراس شهریار در میان بزرگان باوندی دارای چه مقامی بوده است و با شهریار بن دارا که به دست وشمگیر کشته شد و نیز سرخاب بن شهریار و قارن بن سرخاب و حسام الدوله ابن قارن سر سلسله شعبه دوم باوندیه چه نسبتی داشته است.
برج لاجیم (مورخ ۱۰۲۲ م) محیط دایره بنا در قاعده ۲۶۸۰ سانتی‌متر، قطر فضای داخلی ۵۴۷ سانتی‌متر و پهنای ورودی آن ۱۱۲ سانتی‌متر می‌باشد. آندره گدار در سال ۱۹۳۳ میلادی به ایران آمده و دربارهٔ ابنیه باستانی این کشور مطالبی تهیه و در هشت جلد منتشر کرد و از آن جمله در جلد اول کتاب خود ضمن انتشار عکس گنبد لاجیم و رسکت تحقیقات خود را در چند صفحه بدین شرح منتشر کرد: میزبان ما افلاطون نام دارد (نوادگان افلاطون با شهرت هادی نژادلاجیمی در روستا سکونت دارند) مردی است هیزم شکن بلند قامت خشن و تنومند و به‌طوری‌که در راه رفتن به برج رسکت خودم دیدم با خونسردی و تنها با یک تبر به شکار پلنگ می‌پردازد و او را از پای درمی‌آورد او از قلعه‌ای که در آنجاست چیزی نمی‌گوید به عقیده او برج مقبره امامزاده عبداله است که خدا می‌داند در چه زمانی می‌زیسته به هر حال آنچه مسلم است این است که او مرد مقدسی بوده چرا که پدر بزرگش هادی چنین حکایت کرده است: که روزی گبری‌ها (در آن دوره و زبان تبرستان، گبری به هر کسی که دینی غیر از اسلام داشت گفته می‌شد) قصد خراب کردن بنا را کردند و از پایین بنا جایی که هنوز آثار مرمت آن دیده می‌شود شروع به تخریب بنا کردند و نزدیک ظهر برای استراحت به زیر یکی از درختان مجاور (درخت آزار یا آزاد) رفتند ولی زمین دهان باز کرد و آن‌ها را بلعید با این حال چند سال پیش که سقف بنای امامزاده احتیاج به تعمیرات پیدا کرده بود ساکنان محل آجرهای مورد نیاز را از محلی که افلاطون به من نشان داد به دست آوردند در آنجا در لبه پرتگاه خندقی بود با دیواره‌های کاملاً عمودی که حاکی از محل وجود یک دیوار قطور بود این دیوار که برای تعمیر بنا هرچه لازم بوده است از آن برداشته‌اند به برج بسیار بزرگ مدوری متصل می‌شده است که با توجه به عظمت تپه‌ای که بر آن قرار گرفته بی شک ساختمان اصلی قلعهٔ شاهی بوده است افلاطون به ما گفت که این یک دیوار قدیمی است و از پشته خاکی که بقایای دیوار را پوشانده معلوم بود که دیوار تا ورای تپه ادامه داشته و شبه جزیره مانند را دور می‌زده است. در داخل این محوطه جا تل‌هایی از خاک وجود داشته که ثابت می‌کرد قلعه در حقیقت شهری بوده است با برج و باروی مستحکم اگر اشتباه نکنم این شهر در قلب جنگل و بدور از راه‌ها و اجتماعات شهری پایگاه یک شاه یا جایگاه امن امیری مخلوع با لشکریان ویژه بوده که در انتظار فرصت مناسب برای بازپس‌گیری ملک خود به سر می‌برده است برج که احتمالاً مدفن این شاه یا امیر است عمارتی است مدور که از داخل سقفی گنبدی و از خارج سقفی مخروطی دارد یعنی به گونه معماری بسیار رایج که در صفحات شمالی ایران مدت‌های مدید معمول بوده است در این روستای کنونی شهر مخفی یا پایگاه نظامی کهن سر عجیبی نهفته است.

## دسترسی

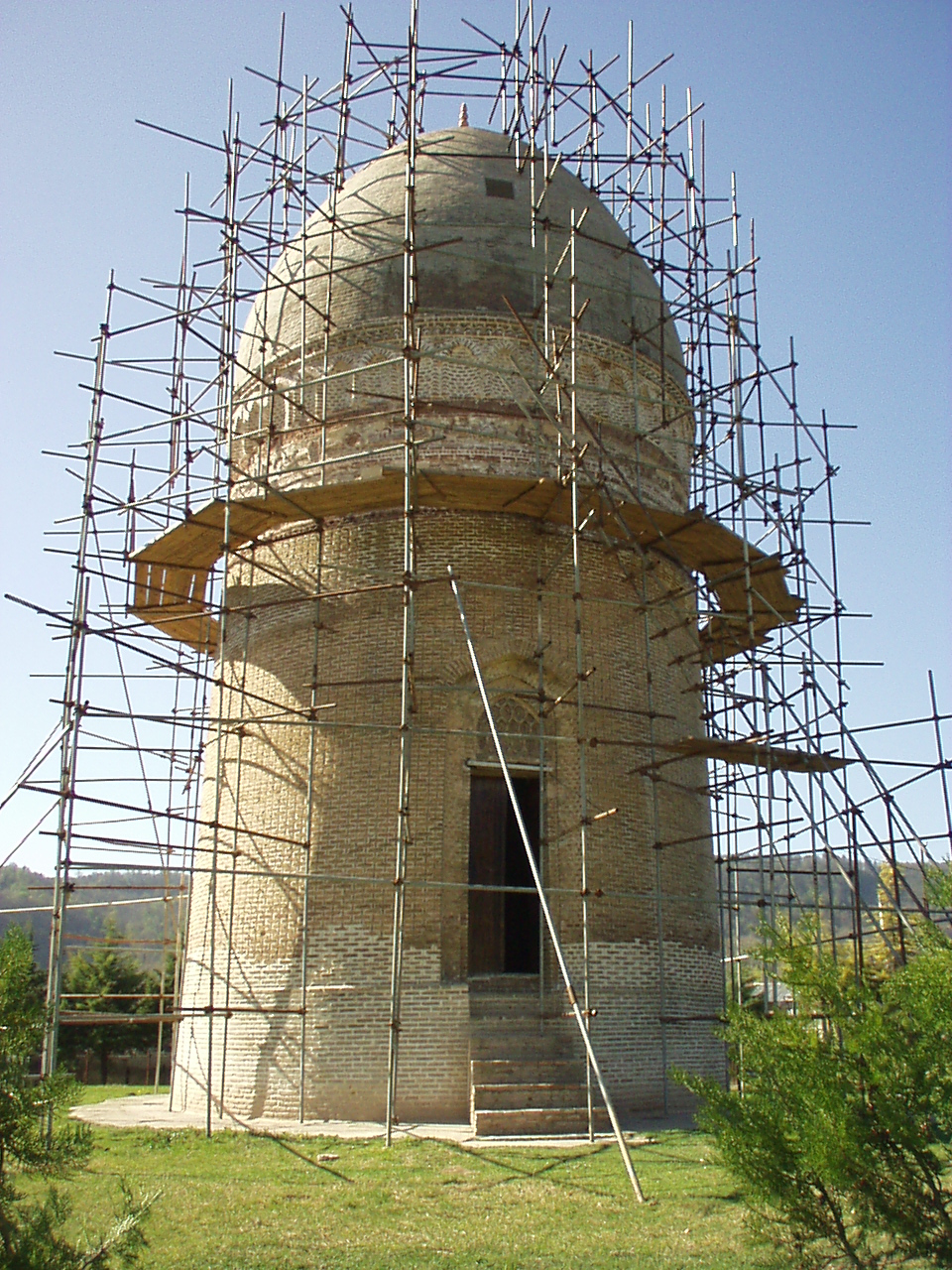
روند تعمیر و مرمت برج

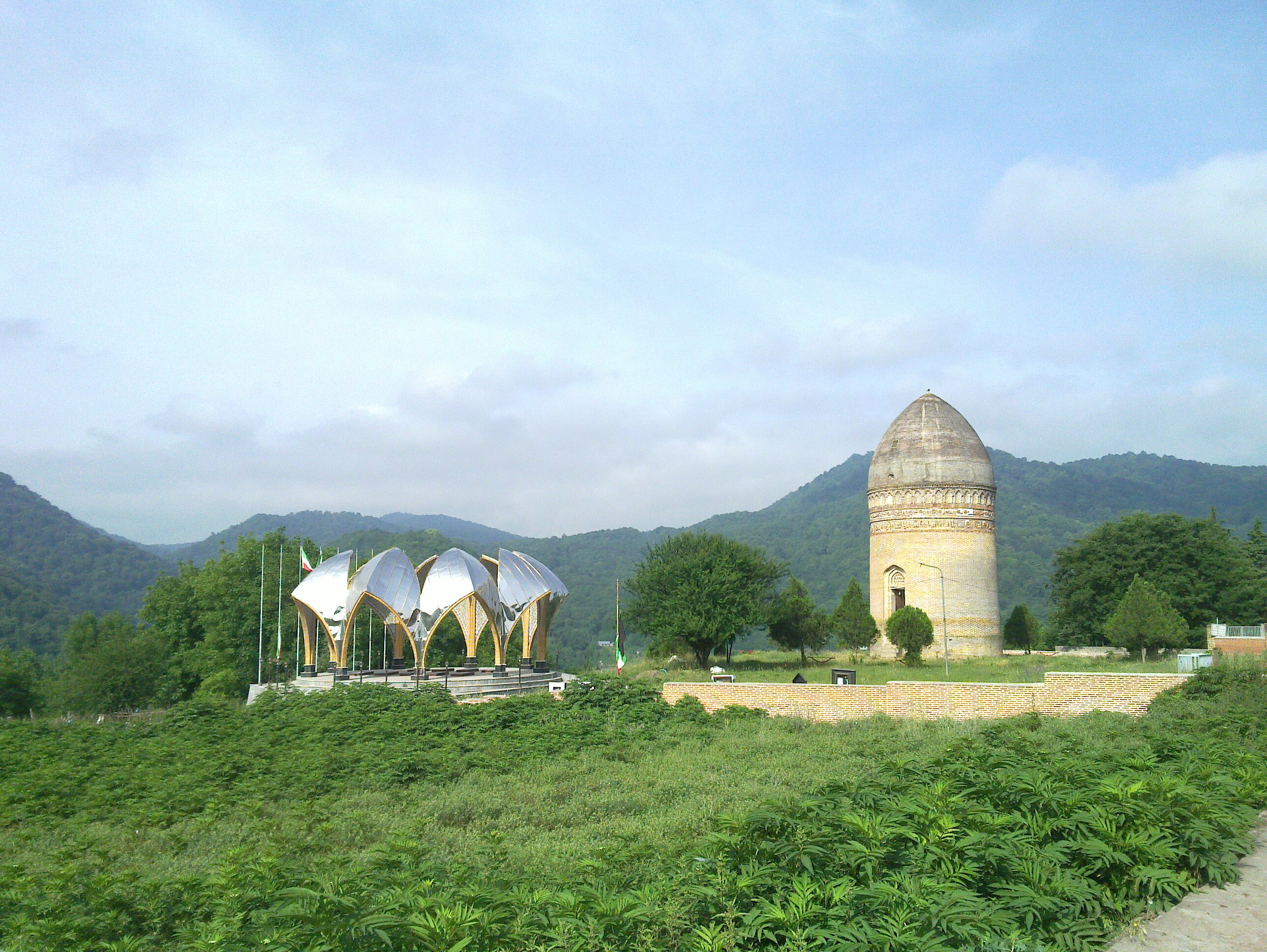

جاده دسترسی به روستای لاجیم از شهر زیرآب آغاز می‌شود و پس از طی یک مسافت ۲۷ کیلومتری به سر گردنه مرتفعی می‌رسد که از طبیعت و ارتفاعات جنگلی خارج و به چمنزار و بوته زارهای زیبا بدل می‌گردد. در میان سبزه زاران وسیع و گسترده یک منطقه بدون پوشش بوته‌ای مانند شبه‌جزیره‌ای که از سه طرف به پرتگاه‌های عمیق مشرف است به چشم می‌خورد. در حاشیه پرتگاه در قدیم خندقی با دیوارهای عظیم وجود داشته است که احتمالاً قلعه‌ای وسیع و پراهمیت را تشکیل می‌داده است که برج مشهور لاجیم را در میان آن بنا کرده بودند.
مسیر دیگر از راه جنگل و از طریق فرعی‌ای که در کیلومتر ده جادهٔ ساری به کیاسر وجود دارد، می‌باشد.